# Resolució 1878 del Consell de Seguretat de les Nacions Unides
La Resolució 1878 del Consell de Seguretat de les Nacions Unides fou adoptada per unanimitat el 7 de juliol de 2009. A proposta d'Àustria, el Consell va ampliar el mandat de 6 jutges permanents del Tribunal Penal Internacional per a Ruanda fins al 31 de desembre de 2010 o fins a la finalització dels casos tingués assignats, instant-lo a adoptar totes les mesures possibles per completar el seu treball amb rapidesa. També va decidir que abans del 31 de desembre de 2009 revisaria l'ampliació del mandat dels jutges permanents membres de la Cambra d'Apel·lacions.
En virtut del Capítol VII de la Carta de les Nacions Unides, el Consell també va prorrogar fins a la mateixa data el mandat d'11 magistrats ad litem i va decidir que el Secretari General podria nomenar més jutges ad litem per acabar els judicis en curs, a petició del president del TPIR. El Consell també va decidir, entre altres coses, que dos jutges (Asoka de Silva de Sri Lanka i Emile Francis Short de Ghana) podrien treballar durant la resta de llurs mandats a temps parcial, participant en altres ocupacions judicials independents als seus països d'origen.